# Chesmou
Dans la mythologie égyptienne, Chesmou est un dieu pressoir, patron du vin, des huiles, onguents, parfums. On le retrouve surtout sur les parois des salles servant à la préparation de ces mélanges dans les temples. Il apporte ces biens aux dieux et aux humains pour les rites funéraires.
Représenté comme un lion ou un homme les bras chargés de jarres, on disait de lui qu'il remplissait ces mêmes jarres de morceaux de viande humaine. Il a le don de pouvoir se multiplier.
| N37 · O34 | G17 | G43 | A40 |

| N37 · O34 | G17 | G43 | A40 |